# Kazbek
Kazbek (gruzínsky მყინვარწვერი [Mkinvartsveri]) je vyhaslá sopka, která se tyčí nad městem Stepancminda (dříve Kazbegi) v Gruzii, blízko hranic se Severní Osetií, ve východní části Chochského hřbetu, který je součástí bočního hřbetu pohoří Velký Kavkaz. Je třetí nejvyšší horou Gruzie a sedmou nejvyšší horou Kavkazu. Místní lidé jí nazývají Mkinvari (ledovec nebo ledová hora) kvůli zalednění. Na jednom z ledovců Kazbegu pramení řeka Těrek.Od poslední erupce uplynulo již téměř 2 750 let.

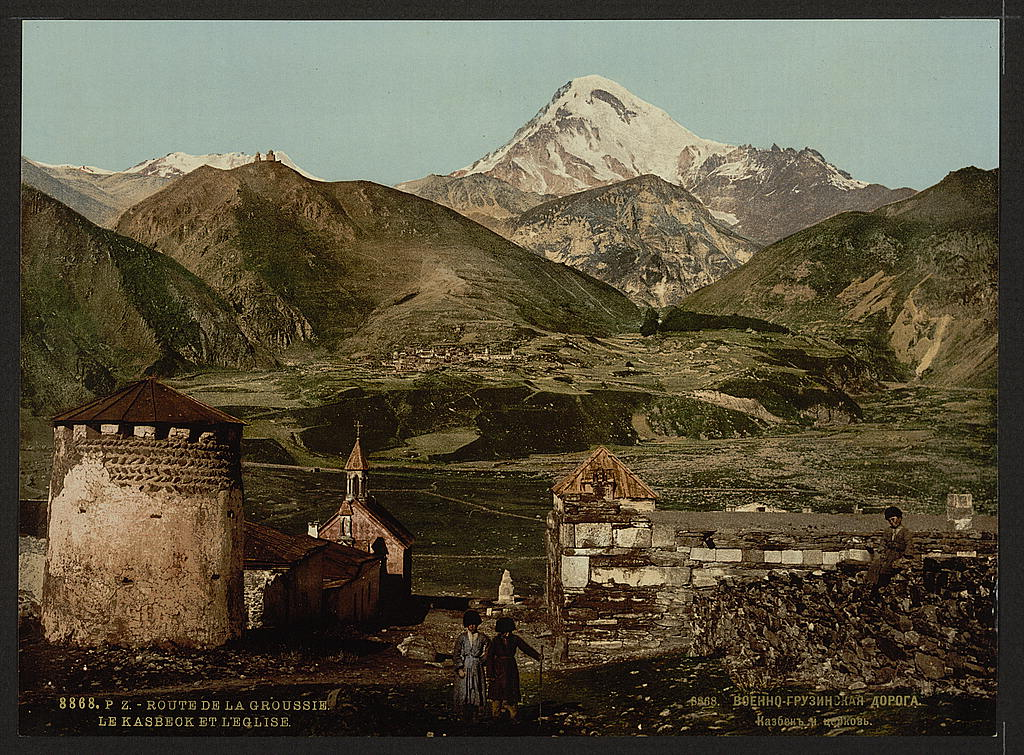
Pohlednice Kazbeku z vojenské cesty z 19. stol.

## Geologie
Sopka leží na severním konci Anatolského zlomového systému, který má na svědomí tektonickou a vulkanickou aktivitu v oblasti. V okolí hory se nacházejí početné geotermální zóny. Samotná sopka, vybudovaná z andezito-dacitových lávových proudů je považována za vyhaslou. Kolaps ledovce Kolka na severních svazích sopky v roce 2002 byl mylně považován za vulkanickou erupci.

## Ledovce
Kvůli strmosti svahů nedosahují ledovce obklopující horu velkých rozměrů. Celková velikost všech ledovců v oblasti Kazbeku je 135 km². Nejznámější je Dyevdorak (Devdaraki), který stéká ze severovýchodní stěny do stejnojmenného údolí až na úroveň 2 295 m. Další ledovce Kazbeku jsou Mna, Denkara, Gergeti, Abano a Chata. Nedávné zhroucení ledovce Kolka ležícího v údolí mezi vrcholy Džimara (též Mount Dzhimara nebo Jimara) a Kazbek v roce 2002 bylo přisuzováno sopečné činnosti na severním svahu hory, ačkoli tam nebyla zaznamenána žádná erupce.

## Prvovýstup
Podle gruzínských legend v roce 1829 horu jako první zdolal Čerkes Josif. Oficiálně poprvé na Kazbek vylezl horolezec Douglas William Freshfield v roce 1868. Další významný výstup na horu se povedl slavnému rodákovi z Gruzie, vědci G. Nikoladzemu v roce 1923, který tak začal historii horolezectví v Gruzii.

## Výstup
Technicky není výstup na Kazbek po normální cestě obtížný, ale nedoporučuje se lézt na něj bez průvodce nebo GPS. Změny počasí jsou zde náhlé a výstupy velmi dlouhé. Ztráta orientace na plochých ledovcích pod horou, rozbrázděných mnoha trhlinami, je zde nejčastějším problémem. Normální výstupová cesta je ohodnocena stupněm obtížnosti PD, případně stupněm 2A ruské stupnice, většina cesty vede po ledovci. Klíčové místo výstupu je strmý (cca 40 °) 100 m dlouhý ledový svah pod vrcholem. Kazbek je velmi populární hora, díky své relativní dostupnosti a ne příliš těžkému výstupu.

## Mýty a legendy
Hora Kazbek je jedním z míst, kde měl být podle tradice přikován Prométheus, případně jeho místní obdoba – hrdina Amirani, který byl rovněž takto potrestán za vzpouru proti bohům. Na úbočí hory ve výšce asi 4000 m n. m. se nachází poustevna Bethelem. Je to ledová jeskyně, kde už od středověku žili někteří gruzínští poustevníci. Dnes již však obývána není. Podle tradice zde má být uložen Abrahámův stan či jesličky, do nichž byl v Betlémě uložen novorozený Ježíš Kristus. Právě od nich je odvozen i název poustevny. O této postevně a jejím obyvateli, poustevníkovi, který přijal na nocleh pastýřku, svedl ji a nakonec z výčitek svědomí spáchal sebevraždu, napsal gruzínský básník Ilja Čavčavadze známou baladu Poustevník.

## Neštěstí
Koncem července 2015 zde při sestupu zahynula česká hudební novinářka Jana Grygarová. Propadla se do ledovcové trhliny. Na následky zranění tentýž den zemřela.